# 문수호
문수호(文需浩, 1983년 6월 4일 ~ )은 전 KBO 리그 NC 다이노스의 투수이다. 개명 전 이름은 문현정이다.

## 아마추어 시절
수원신곡초, 안산중앙중, 선린인터넷고를 졸업하고 KIA 타이거즈의 2차 2순위 지명을 받아 입단하였다. 고등학교 재학 때에는 '초고교급 투수'라는 찬사를 듣기도 하였다.

## KIA 타이거즈시절
입단 후 부상과 수술을 거듭하다 2007년부터 본격적으로 팀의 좌완 불펜으로 활약하기 시작하였다. 2010년에는 4경기에만 등판하고 3군에서 우측 주관절 통증으로 재활하던 도중 그 해 10월 6일 손정훈, 김형철과 함께 방출 통보를 받았다.

## 삼성 라이온즈시절
그 후, 좌완 투수가 필요했던 삼성 라이온즈의 부름을 받아 이적하여 재활을 계속한 후 1군에 올라왔으나, 별 활약을 보여 주지 못한 채 1군 2경기에만 등판하고 시즌을 접었다. 2011년 11월 2차 드래프트로 NC 다이노스에 이적하였다.

## NC 다이노스시절
2012년 NC 다이노스에 이적하여 2군 53경기 46이닝 1승 1패 2세이브 21홀드 평균자책점 2.35로 홀드 1위를 기록하였다. 2013년 4월 11일 잠실야구장에 열린 LG 트윈스와의 경기에서 NC 다이노스의 사상 첫 홀드를 기록하였다.
하지만 2014년 시즌 후 신고선수로 전환됐다. 이후 2015년 5월 1군에 복귀했으나 2경기에만 나오고 다시 2군으로 내려간 후, 부상으로 현역 은퇴를 선언하여 임의탈퇴 공시됐다.

## 연봉
| 연도   | 연봉       | 인상율(%) |
| ------ | ---------- | --------- |
| 2013년 | 3,300만 원 | 0         |
| 2014년 | 3,300만 원 | 0         |
| 2015년 | 3,000만 원 | -9.1      |

## 출신학교
- 수원신곡초등학교
- 안산중앙중학교
- 선린인터넷고등학교

## 통산기록
| 년도 | 소속팀 | 평균자책점 | 경기수 | 완투 | 완봉 | 승 | 패 | 세 | 홀 | 승률  | 이닝   | 피안타 | 피홈런 | 4사구 | 탈삼진 | 실점 | 자책 | 비고 |
| ---- | ------ | ---------- | ------ | ---- | ---- | -- | -- | -- | -- | ----- | ------ | ------ | ------ | ----- | ------ | ---- | ---- | ---- |
| 2004 | KIA    | 7.11       | 16     | 0    | 0    | 1  | 0  | 0  | 0  | 1.000 | 12 2/3 | 12     | 2      | 13    | 10     | 12   | 10   |      |
| 2007 | KIA    | 6.10       | 45     | 0    | 0    | 1  | 2  | 0  | 4  | 0.333 | 51 2/3 | 61     | 8      | 35    | 38     | 36   | 35   |      |
| 2008 | KIA    | 8.74       | 26     | 0    | 0    | 0  | 2  | 0  | 2  | 0.000 | 11 1/3 | 21     | 3      | 4     | 10     | 11   | 11   |      |
| 2010 | KIA    | 6.75       | 4      | 0    | 0    | 0  | 0  | 0  | 0  | 0.000 | 2 2/3  | 3      | 0      | 1     | 1      | 2    | 2    |      |
| 2011 | 삼성   | 9.00       | 2      | 0    | 0    | 0  | 0  | 0  | 0  | 0.000 | 3      | 5      | 0      | 2     | 1      | 3    | 3    |      |
| 2013 | NC     | 2.57       | 11     | 0    | 0    | 0  | 0  | 0  | 4  | 0.000 | 7      | 8      | 0      | 3     | 6      | 3    | 2    |      |
| 통산 | 6시즌  | 6.42       | 104    | 0    | 0    | 2  | 4  | 0  | 10 | 0.333 | 88 1/3 | 110    | 13     | 58    | 66     | 67   | 63   |      |

## 에피소드
- 2013년 11월 30일 경기도 안산시 단원구 고잔동 하이비스 웨딩홀에서 신부 이승지와 3년간의 열애 끝에 결혼을 하였다.[2]

- 2014년 문현정에서 문수호로 개명하였다. 개명한 이유로는 현정이라는 이름이 여성들이 주로 사용하는 이름이라는 이유였다. 새 이름인 수호는 '구할 수(需)'자에 '클 호(浩)'자를 쓰며 '큰 것을 구한다'는 의미가 담겨 있다. 그는 "가정과 야구 모두 구하겠다는 뜻이 담긴 이름을 달고 뛰겠다"고 했다.[3]

- 2014년 8월 12일 새벽 4시에 부인 이승지와의 사이에서 득녀하였다. "딸에게 부끄럽지 않은 야구 선수 및 아버지가 되겠다"라고 소감을 밝혔다.[4]